# ديوان الطراز
ديوان الطراز هو ديوان استحدث في العصر الأموي في عهد عبد الملك بن مروان، والمقصود بالطراز هو رسم أسماء الخلفاء أو علامات تختص بهم على أطراف ثياب موظفي الدولة الرسمية.